# Ручни зглоб
Ручни зглоб је део руке који повезује шаку и подлактицу. Садржи осам костију које су веома битне за функционисање шаке. Може служити и за ношење модних детаља (наруквица, ручни сат).